# Gemarkenberg
Gemarkenberg ist ein Ortsteil im Stadtteil Romaney von Bergisch Gladbach. 

## Geschichte
Der Name geht auf die Hofstelle Gemarkenberg zurück, die hier um 1830 entstanden ist. Das Urkataster verzeichnet auf dem Standort des Hofes die Gewannenbezeichnung In der Gemarke, die einen ehemaligen Gemeindewald bezeichnete, an dem die einzelnen Höfe erbliche Nutzungsrechte hatten.
Gemarkenberg war politisch der Bürgermeisterei Gladbach im Kreis Mülheim am Rhein zugeordnet. Mit der Rheinischen Städteordnung wurde Gladbach 1856 Stadt, die dann 1863 den Zusatz Bergisch bekam.
Der Ort ist auf der Topographischen Aufnahme der Rheinlande von 1824 nicht verzeichnet und auf der Preußischen Uraufnahme von 1840 mit einem Haus ohne Namen verzeichnet. Ab der Preußischen Neuaufnahme von 1892 ist er auf Messtischblättern regelmäßig als Gemarkenberg oder ohne Namen verzeichnet. Gemarkenberg gehörte politisch zur Gemeinde Combüchen und zur katholischen Pfarre Paffrath, bis schließlich Anfang des 20. Jahrhunderts Hebborn abgepfarrt wurde.
| Jahr | Einwohner | Wohn- gebäude | Kategorie  |
| ---- | --------- | ------------- | ---------- |
| 1871 | 6         | 1             | Einzelhaus |
| 1885 | 7         | 1             | Wohnplatz  |
| 1895 | 8         | 1             | Wohnplatz  |
| 1905 | 7         | 1             | Wohnplatz  |